# 妲己 (1964年电影)
《妲己》（英語：The Last Woman of Shang）是1964年由邵氏兄弟和韓國導演申相玉的申氏公司合作拍攝的历史故事片，讲述中国商朝末年的兴亡故事。该剧在韓國拍攝外景，并有韓國演員申荣钧（曾荣获兩屆亞洲影展影帝）、南宮遠、李藝春等參加演出。邵氏公司曾響應英國紅十字會香港分會籌募基金的请求，義映本片一場。该片不是黄梅调影片，而是采用了带有中国古乐特色的音乐，在邵氏公司出品的电影的音乐中别具一格。

## 基本资料
- 中文名：妲己
- 英文名：The Last Woman of Shang
- 語別：國語
- 长度：113 分鐘
- 声音：有聲
- 色彩：彩色（伊士曼七彩綜藝體弧形闊銀幕）
- 年代：古裝
- 片種：歷史片，故事片
- 产地：香港
- 出品：邵氏兄弟

## 演职员
- 監製：邵逸夫
- 導演：岳楓
- 編劇：王月汀
- 助理導演：王星磊
- 攝影：賀蘭山
- 音樂：伊福部昭（Akira Ifukube）、王福齡
- 作詞：陳蝶衣
- 美術：陳景森
- 錄音：王永華
- 剪接：姜興隆
- 化妆：方圓
- 佈景：陳其銳
- 舞蹈指導：鄭佩佩

### 主要演员
- 林黛 飾 妲己
- 邢慧 飾 伴舞宫女
- 丁紅 飾 智妍
- 申榮鈞 飾 紂王
- 李藝春（朝鲜语：이예춘） 飾 費仲
- 南宮遠 飾 姬發
- 楊志卿 飾 比干
- 蔣光超 飾 尤渾
- 井淼 飾 西伯侯
- 田豐 飾 蘇護
- 陳雲華 飾 姜后
- 李允中 飾 箕子
- 馮毅 飾 微子
- 藍偉烈 飾 紂王大將
- 鄭佩佩 飾 舞女（客串）

## 剧情
時值殷商，紂王凱旋，百官朝賀。紂王決定令諸侯多加朝貢。蘇護鎮守冀州，地貧民窮，故乞朝廷使臣尤渾關說。蘇護之女妲己郊遊，在松林偶遇西伯侯姬昌之子姬發，二人回到蘇府以琴會友。尤渾忽然闖入，將姬發逐走，對妲己欲行非禮，幸蘇護趕到，將其趕走。冀州遭遇暴雨，洪水汎濫，損失慘重。
紂王聽信尤渾讒言，認定蘇護有異心，出兵一舉攻殺蘇護。妲己欲尋死，被侍女智妍救下后，決定替父報仇。智妍設計，借紂王之手除掉了尤渾。妲己入宮，以酒色迷惑紂王。宮女共妲己載歌載舞，其歌若此：

奼女如花兮 舞上锦茵；眼波流盼兮 輔艷生春

鼓瑟吹笙兮 仙乐竞奏；一缕歌云兮 散为氤氲

旨酒如渑兮 献上至尊；为王上寿兮 百福并臻

俾画作夜兮 欢乐弥永；千秋万世兮 醉此良辰

紂王聽罷此歌，心動不已。姜后命人行刺妲己，幸智妍及時找來紂王，救下妲己，姜后反被紂王所殺。妲己被封為王后。紂王觀妲己沐浴，心花怒放。四位賢臣（西伯侯、比干、箕子、微子）進諫，紂王不聽。微子痛心疾首，決定隱居。費仲向紂王獻計，將西伯侯囚禁。妲己出浴，嬌弱無力，紂王大喜，答應她興建摘星樓。
姬發偷入監牢見西伯侯，西伯侯令其入宮刺殺妲己。紂王同妲己在酒池肉林中窮游盡歡，比干進諫，紂王一怒賜其剜心。姬發入朝歌向紂王獻重寳，以贖回西伯侯。入夜，姬發潛入妲己寢宮，卻行刺未遂，被打入監牢。智妍欲向西伯侯報信，不料西伯侯父子卻被費仲押入刑房遭受毒刑。紂王聽取費仲的建議，準備殺掉姬發，將其肉煮給妲己吃，以証明其與妲己無私情。妲己派智妍及時救出西伯侯父子，以旁人替死。妲己對假姬發之肉哽咽難止，聲淚俱下證明自己清白，紂王回心轉意。
姬發率領八佰諸侯攻打紂王，紂王卻與妲己日日笙歌，朝朝宴飲，不理朝政。姬發大軍攻入朝歌，朝中眾人紛紛逃難。智妍中流矢而死，費仲被姬發所殺，紂王拉妲己登上火光熊熊的摘星樓，妲己揭破自己的企圖，紂王憤而欲殺妲己，卻被趕到的姬發殺死。姬發懷抱死去的妲己，走下了摘星樓的廢墟。